# Нельсон, Томас
Томас Нельсон, младший (англ. Thomas Nelson, Jr.; 26 декабря 1738 — 4 января 1789) — американский политик, один из отцов-основателей США, который в разное время был плантатором, делегатом Континентального конгресса и генералом американской Войны за независимость. Он отслужил много сроков в Ассамблее Вирджинии, дважды представлял штат на Континентальном конгрессе, и подписал Декларацию независимости США в 1776 году. Во время Йорктаунской кампании 1781 года Нельсон командовал пехотной бригадой и был участником осады Йорктауна, и в те же дни вирджинцы избрали его 4-м губернатором штата.

## Биография
Был четвёртым губернатором штата Виргиния. Его дед Томас Нельсон (1677—1747), иммигрировал в США из Камберленда. 
Его отец, Уильям Нельсон, был колониальным губернатором Виргинии (1770—1771).
Учился в Кембридже, в колледже Христа. Женился в 1762, от брака имел одиннадцать детей. После его смерти, его тело было погребено на кладбище Грейс в Йорктаун (Виргиния).